# Sphagnum brevirameum
Sphagnum brevirameum là một loài rêu trong họ Sphagnaceae. Loài này được Hampe mô tả khoa học đầu tiên năm 1875.